# Aumont (Les Montets)
Aumont (toponimo francese) è una frazione di 419 abitanti del comune svizzero di Les Montets, nel Canton Friburgo (distretto della Broye).

## Storia

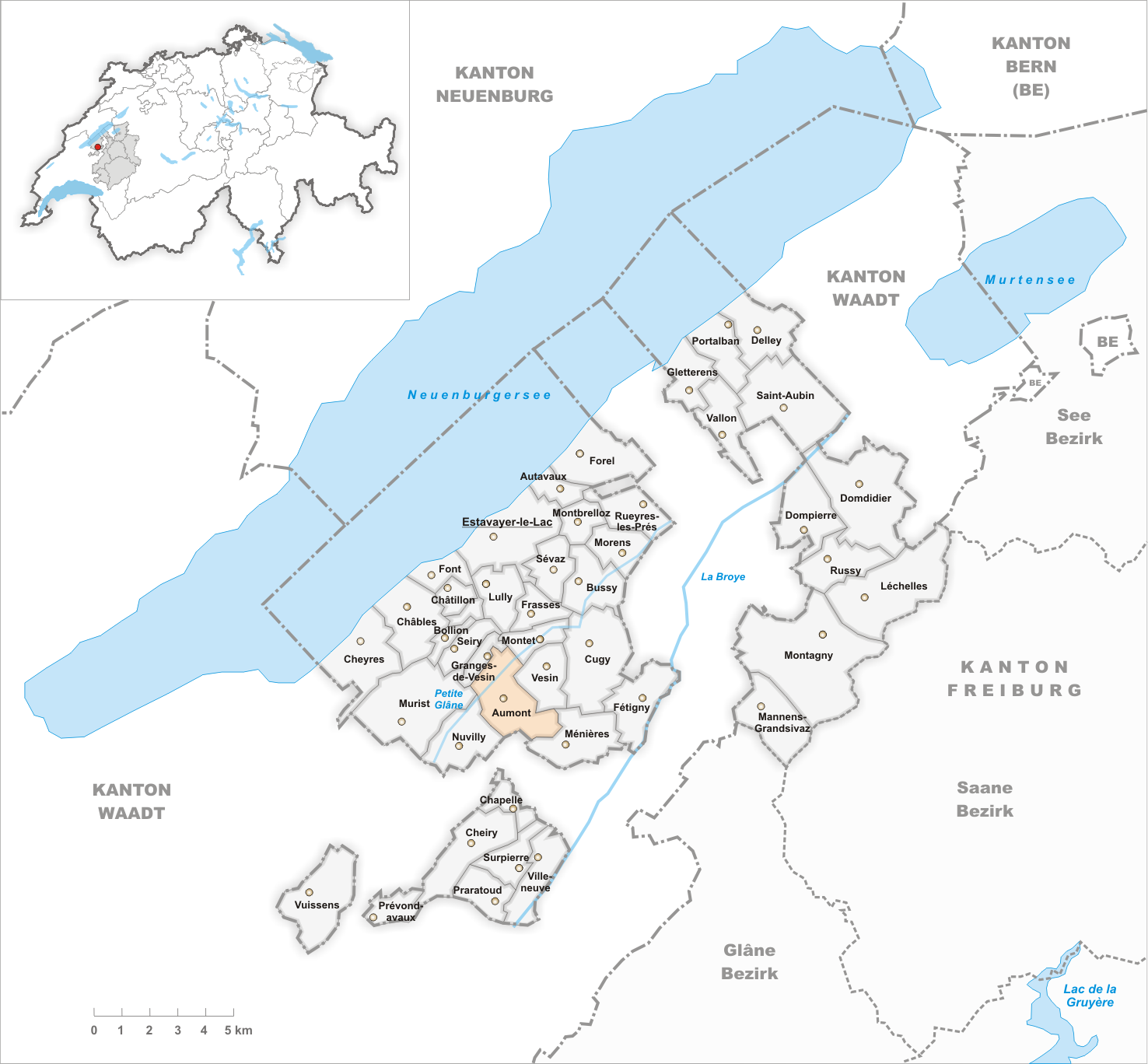
Il territorio del comune di Aumont prima degli accorpamenti comunali del 2004

Già comune autonomo dal quale nel 1804 era stata scorporata la località di Granges-de-Vesin, divenuta comune autonomo, il 1º gennaio 2004 è stato accorpato agli altri comuni soppressi di Frasses, Granges-de-Vesin e Montet per formare il nuovo comune di Les Montets.

## Monumenti e luoghi d'interesse
- Chiesa cattolica di San Teodoro, attestata dal 1442 e ricostruita nel 1824-1826[1].

## Società

### Evoluzione demografica
L'evoluzione demografica è riportata nella seguente tabella:
Abitanti censiti

## Amministrazione
Ogni famiglia originaria del luogo fa parte del comune patriziale che ha la responsabilità della manutenzione di ogni bene comune.